# 대한민국 제19대 대통령 선거 민중연합당 후보 선출
민중연합당 제19대 대통령 후보 선출은 2017년 대한민국 대통령 선거를 위해 민중연합당의 후보를 선출하는 절차를 말한다.
2017년 3월 25일 김선동 전 통합진보당 원내부대표가 민중연합당의 제19대 대통령 후보로 확정되었다. 민중연합당은 원내 정당들에 뒤지지 않는 조직적이고 열정적인 선거 운동을 벌였으나, 김선동 후보는 최종 결과 0.08%만을 득표해 8위로 낙선하고 말았다.

## 경과
민중연합당은 2017년 2월 27일 흙수저당, 비정규직철폐당, 농민당 등 3개 정당의 통합을 통해 창당되었는데, 세 당 모두 진보당 출신이거나 진보당과 관련된 활동을 한 적이 있는 인사들이 주도하고 있었음으로 민중연합당은 사실상 진보당을 계승하는 정당인 것으로 여겨지고 있었다. 여기에 3월 20일 김선동·김재연 등 두 전직 진보당 의원들이 민중연합당 입당을 선언하면서 민중연합당의 진보당 계승 의혹은 더 강해졌다.

## 후보자
재선 국회의원을 지낸 김선동 전 진보당 원내부대표가 단독 후보로 등록되었다.
김선동 후보는 2011년 국회의사당에서 한미 FTA 의결에 대한 시위의 의미로 최루탄을 터뜨린 일로 2014년 국회의원직을 상실한 바 있었는데, 그 이후로 생계를 이어가기 위해 플랜트건설 노동자로 일하고 있던 상황이었다.

## 결과
3월 21일부터 25일까지 선거권자 14,072명 중 72.1%인 10,148명이 참여한 가운데 진행된 온라인 및 ARS 찬반 투표 결과, 김선동 후보는 압도적인 지지를 받아 후보로 확정되었다.
김선동 후보는 수락 연설에서 진보당 해산은 잘못된 일이었다며 박근혜 대통령이 짓밟은 진보 정치를 부활시켜야 한다고 주장했다.
| 찬반 | 온라인 | ARS   | 득표수 |
| ---- | ------ | ----- | ------ |
| 찬성 | 6,921  | 2,756 | 9,677  |
| 찬성 | 97.1%  | 91.3% | 95.4%  |
| 반대 | 210    | 261   | 471    |
| 반대 | 2.9%   | 8.7%  | 4.6%   |
| 계   | 7,131  | 3,017 | 10,148 |

## 같이 보기
- 대한민국 제19대 대통령 선거